# Leleuvia
Leleuvia ist eine Insel im Lomaivitiarchipel von Fidschi. Sie liegt etwa 14 km vor der Ostküste von Viti Levu und ist von Ovalau knapp 7 km südwestlich entfernt. Die 7 ha große Insel liegt am nordwestlichen Rand eines herzförmigen Korallenriffs.

## Nutzung
Leleuvia dient lediglich touristischen Zwecken. 2006 hat dort das Unternehmen Saluwaki Limited das Leleuvia Island Resort aufgebaut.